# 常忠
常忠（?—?），十六国后燕大臣，慕容盛时中书令。
慕容盛问中书令常忠、尚书阳璆、秘书监郎敷带到东堂，问他们周公是不是忠圣。常忠说：“从前武王病重，周公有顾命的忠诚，有流言时，义感天地，责打伯禽使他顺从王德。周公为臣之忠，圣达之极。自从《诗经》、《书经》以来没有超过的。”慕容盛认为周公伪诈。周武王能活九十岁。武王的寿数还没有完，周公就请求代他死。居摄政之位而不诚心，致使兄弟之间出现残杀。常忠说：“打开金縢，风向倒转，也表明周公不伪诈。遭到管叔、蔡叔的流言之变，却大义灭亲，最终安定宗国，辅佐周成王成为明君、完成大业，以致太平，制礼作乐，流芳百世，这是至德啊。”慕容盛还是不同意。
慕容盛问常忠说：“伊尹和周公哪一个更贤？”常忠说：“伊尹并不像周公一样是君王的亲人，却能功成一代，太甲乱德，伊尹把他放逐在桐宫，让他反省改正过错，然后恢复他的王位。使得主上没有怨言，臣下没有流言，道存社稷，美名流传。我认为伊尹的功勋比周公高。”慕容盛认为伊尹不能和周公相提并论。 